# Chagossianos
Os Chagossianos (também Îlois oU Ilhéus de Chagos) são um povo de origem étnica crioula mauriciana que vivia no Arquipélago de Chagos, em especial Diego Garcia, Peros Banhos, e as Ilhas Salomão Chagossianas, entre o século XVIII e meados do século XX, quando foram retirados do arquipélago pelo Reino Unido. A maior parte da população chagossiana vive na Maurícia ou Reino Unido. A retirada dos chagossianos do arquipélago foi feita com o objetivo de estabelecer uma base militar na ilha Diego Garcia.
A origem étnica dos chagossianos é africana, em particular de Madagáscar, Moçambique e Maurícia. Há também uma proporção de origem indiana ou malaia. Os franceses trouxeram alguns habitantes para o arquipélago, nomeadamente escravos da Maurícia em 1786. Outros estabeleceram-se como pescadores, agricultores e trabalhadores nas plantações de coco durante o século XIX.
Em 2016, o governo britânico negou o direito dos chagossianos a regressar às ilhas, após uma disputa legal de 45 anos.
No dia 3 de outubro de 2024, o governo do Reino Unido anunciou um acordo para outorgar à Maurícia a soberania sobre o arquipélago de Chagos, incluindo a ilha de Diego Garcia.  Este acordo estabelece também um conjunto de apoios financeiros para a implementação de um programa de reassentamento e infraestrutura no arquipélago de Chagos. 
A ilha de Diego Garcia continuará como base militar e ficará excluída do programa de reassentamento. 
1. ↑  «Chagossianos | Infopédia»
2. ↑  «Chagos Islanders will not be allowed home, UK government says». BBC News. 16 de novembro de 2016. Consultado em 16 de novembro de 2016. Cópia arquivada em 24 de outubro de 2016
3. ↑  Chagossupport.org.uk (12 de maio de 2009). «June 2012 update | The UK Chagos Support Association». Consultado em 1 de agosto de 2013
4. ↑  Bowcott, Owen (16 de novembro de 2016). «Chagos islanders cannot return home, UK Foreign Office confirms» – via The Guardian
5. 1 2 3  «Chagos: Reino Unido acepta devolverle a Mauricio el estratégico archipiélago en el que EE.UU. tiene una base militar secreta». BBC News Mundo (em espanhol). 3 de outubro de 2024. Consultado em 9 de outubro de 2024